# Wigerico de Lotaringia
Wigerico o Widerico (fallecido antes del año 923) fue conde de Bidgau (Pagus Bedensis), comarca franca por aquellas fechas, que cubría aproximadamente el territorio de los actuales municipios, Verbandsgemeinde en idioma alemán, de Bitburg-Land e Irrel. Wigerico también tuvo los derechos sobre un condado en la ciudad de Tréveris. Ejerció la protección de la abadía de San Rumoldo en Malinas, encomendado por Carlos III de Francia. Desde el año 915 o el 916, fue conde palatino de Lotaringia. 
A la muerte de Luis "el Niño", los lotaringios rechazaron como sucesor a Conrado I y eligieron como rey a Carlos de Francia, apodado "el Simple". En esa misma época, la autoridad militar de Lotaringia recayó en el conde Reginaldo de Hainaut. Al fallecer éste en el año 915, el cargo pasó a Wigerico.
Wigerico fundó el monasterio de Hastière, del cual también fue su protector. Se casó con Cunigunda, hija de Ermentrudis y nieta de Luis II de Francia. Sus hijos fueron:
- Federico, fallecido en 978. Conde de Bar y Duque de Alta Lorena desde el año 959.
- Adalberón, fallecido en 962. Obispo de Metz.
- Gilberto, fallecido en 964. Conde en Las Ardenas.
- Sigeberto (fl. c. 942)
- Gozlin, fallecido en 942. Conde de Bidgau. Casado con Uda de Metz y padre de: 
  - Godofredo, el Cautivo.
  - Adalberón, Arzobispo de Reims.
- Sigfrido, conde de Luxemburgo.

Algunas genealogías registran otros dos hijos, Enrique y Lutgarda, que fueron en realidad hijos de otro Wigerico, hijo de Roric.

## Nota
1. ↑  La abadía fundada por San Rumoldo en el siglo VI, VII u VIII, y la iglesia abacial de San Rumoldo, del siglo IX subordinada al Principado de Lieja, se cree que estaban localizadas en la región conocida como "Holm", zona de tierras altas que se encontraba cerca del muro de lo que más tarde se convertiría en la ciudad de Malinas. La ermita de San Rumoldo procedente del siglo IX situada en el centro de la ciudad, se mantuvo en pie hasta 1580. En 1597 fue reconstruida, siendo demolida finalmente el año 1798. Tras el establecimiento por parte de Notker de Lieja del capítulo de San Rumoldo alrededor del año 1000, se edificó una colegiata adyacente. El titular de esta parroquia pasaría a manos del capítulo en 1134. Probablemente en este lugar, ya a comienzos del siglo XIII, se empezó a construir la iglesia de San Rumoldo, consagrada en 1312 y que ejerció sus funciones de catedral metropolitana a partir de 1559. Este edificio nunca perteneció a la abadía. Fuente: Sint-Romboutskerk (ID: 74569), VIOE